# Бікін (національний парк)
Національний парк Бікін — особливо охоронювана природна територія в Пожарському районі Приморського краю, на західному макросхилі хребта Сіхоте-Алінь. Абсолютні позначки висот змінюються в межах від 200 м (долина річки Бікін) до 1932 м (гора Анік) над рівнем моря.
Утворений у 2015 постановою Уряду Російської Федерації в рамках програми «Амурський тигр». До складу парку увійшли територія державного природного заказника регіонального значення «Верхньобікінський» та частина території традиційного природокористування регіонального значення «Бікінська». При площі 1160469 гектарів це один із найбільших національних парків Росії.
Із 2018 року є об'єктом Всесвітньої спадщини ЮНЕСКО: на 42-й сесії Комітету Всесвітньої спадщини, що відбулася в Манамі, Бахрейн, було розширено об'єкт «Центральний Сіхоте-Алінь» (включений до списку ще у 2001 році) за рахунок включення до його складну національного парку Бікін.

## Цілі і завдання
Парк створений для вирішення таких основних завдань:
- збереження унікальних та еталонних природних ділянок та об'єктів;
- збереження історико-культурних об'єктів та захист довкілля та традиційного способу життя корінних народів (удегейців та нанайців);
- екологічне просвітництво населення та створення умов для регульованого туризму та відпочинку;
- державний екологічний моніторинг довкілля.

## Флора і фауна
Територія національного парку є одним з останніх природних осередків проживання амурського тигра. Тут мешкає близько 10 % його чисельності у світі. На території парку виявлено 51 вид ссавців. Чисельність птахів, що мешкають на території парку, налічує 194 види птахів, у тому числі не менше 9 із них занесені до Червоної книги Росії. Це чорний лелека, лускатий крохаль, рибний пугач та інші. Тут також зареєстровано 10 видів рептилій, 7 видів амфібій та 26 видів риб.
Рослинність представлена долинними широколистяними і широколистяно-кедровими лісами і відповідна велика кількість у них кормових ресурсів визначає видове різноманіття ссавців, що мешкають тут. Ліси в районі річки Бікін є прикладом змішування рослинності півночі та півдня. Тут зростають як рослини півночі (кедр, берези, ясен, горіх тощо) і південні рослини (женьшень, елеутерокок, рододендрон, актинідія та аралія).

## Корінне населення
Традиційно тут проживають удегейці та нанайці. Удегейці — народ тунгусо-маньчжурської мовної групи. До кінця XIX століття удегейців не виділяли як самостійний етнос. Їх та орочей вважали одним народом. Крім загальної етнічної назви, існує декілька територіальних груп удегейців, що мають власну назву: хунгарійська — хунгаке, бікінська — бікінка тощо.
Матеріальна та духовна культура бікінських удегейців та нанайців має багато спільного: єдиним господарсько-культурним типом мисливців, рибалок та збирачів. Аборигенне населення, що жило в центрі Уссурійської тайги з давніх-давен займалося полюванням, рибальством, збиранням та іншими традиційними промислами.
На території національного парку розташовані шановані бікінськими удегейцями та іншими нечисленними народами Приморського краю природно-історичні об'єкти: старовинні стійбища, мольбища та інші об'єкти, що є основою етнічної культури удегейців та інших корінних народів. Уссурійський тигр є священною для удегейців твариною.